# Zwiefalter Klosterbräu
 (mai 2021).
Si vous disposez d'ouvrages ou d'articles de référence ou si vous connaissez des sites web de qualité traitant du thème abordé ici, merci de compléter l'article en donnant les références utiles à sa vérifiabilité et en les liant à la section « Notes et références ».
Zwiefalter Klosterbräu GmbH & Co.KG est une brasserie à Zwiefalten, dans le Land de Bade-Wurtemberg.

## Histoire
Beda Sommerberg, abbé bénédictin de Zwiefalten de 1715 à 1725, fait construire une nouvelle brasserie en 1724.
La brasserie appartient à la famille Baader depuis 1897.

## Production
- Kloster-Pils
- Pilsner
- Spezial Export
- Kloster-Weizen hefetrüb
- Kloster-Weizen kristallklar
- Kloster-Weizen hefedunkel
- Kloster-Weizen hefeleicht
- Kloster-Weizen alkoholfrei
- Hefedrittel
- Exclusiv
- Abt (Zwickelbier)
- Panaché
- Sans alcool